# Growing Pains (Alessia Cara)
Growing Pains è un singolo della cantante canadese Alessia Cara, pubblicato il 15 giugno 2018 come singolo di lancio dal suo secondo album di inediti, The Pains of Growing. Il brano è stato scritto e composto dalla stessa cantante ed è stato prodotto dal duo Pop & Oak.

## Descrizione
Growing Pains è una canzone pop con influenze indie pop, R&B e synth pop. Il testo parla della perdita di innocenza che viene con la crescita e di tutti i problemi ad essa legati.

## Promozione
Alessia Cara ha eseguito per la prima volta dal vivo Growing Pains al Tonight Show Starring Jimmy Fallon il 18 giugno 2018.

## Video musicale
Il video musicale, diretto da Alan Masferrer, è stato diffuso il 20 giugno 2018 sul canale YouTube della cantante. È ambientato in una distopia con l'intento di rappresentare le pressioni provenienti dalle persone esterne. Nel video la cantante viene costretta da persone con indosso una maschera e un completo grigio a indossare a sua volta un completo, facendola uniformare a loro.

## Tracce
Download digitale
1. Growing Pains – 3:13

## Classifiche
| Classifica (2018) | Posizione massima |
| ----------------- | ----------------- |
| Australia         | 87                |
| Canada            | 36                |
| Stati Uniti       | 65                |